# Parcul Natural Grădiștea Muncelului - Cioclovina
Grădiștea Muncelului-Cioclovina este o arie protejată de interes național ce corespunde categoriei a V-a IUCN (parc natural), aflată în sud-vestul Transilvaniei, pe teritoriul județului Hunedoara.

## Localizare
Aria naturală este situată în Munții Șureanu (o grupă muntoasă a Munților Șureanu-Parâng-Lotrului, aparținând lanțului muntos al Carpaților Meridionali), în partea sudică a județului Hunedoara, pe teritoriile administrative ale comunelor Baru, Boșorod, Bănița, Orăștioara de Sus și Pui.

## Descriere
Parcul Natural Grădiștea Muncelului - Cioclovina a fost declarat arie protejată prin Legea Nr.5 din 6 martie 2000 (privind aprobarea Planului de amenajare a teritoriului național - Secțiunea a III-a - zone protejate) și se întinde pe o suprafață de 38.184 hectare. 
Din anul 2007 este protejat atât ca propunere de sit de importanță comunitară, cât și ca arie de protecție specială avifaunistică pentru rețeaua ecologică europeană Natura 2000, în vederea conservării
habitatelor naturale și a speciilor de plante și animale sălbatice de interes comunitar.
Scopul creării parcului natural este protecția și conservarea unor ansambluri peisagistice în care interacțiunea activităților umane cu natura de-a lungul timpului a creat o zonă distinctă, cu valoare semnificativă peisagistică și culturală, cu o mare diversitate biologică. 
Parcul natural cuprinde între limitele sale șase din cele mai spectaculoase rezervații naturale ale județului Hunedoara: Complexul carstic Ponorâci-Cioclovina, Peștera Tecuri, Peștera Șura Mare, Cheile Crivadiei, Locul fosilifer Ohaba-Ponor, Peștera Bolii
Totodată aici se află siturile arheologice aflate în Patrimoniul UNESCO de la Sarmizegetusa Regia, Costești, Blidaru, Luncani-Piatra Roșie și așezările etnografice autentice din Platforma Luncanilor.
Începând din anul 2004 Parcul Natural Grădiștea Muncelului – Cioclovina are administrație proprie.

## Biodiversitate
Parcul Natural Grădiștea Muncelului-Cioclovina prezintă o zonă montană (încadrată în bioregiunea alpină a Munților Șureanu și continentală a Depresiunii Hațegului) cu o gamă floristică și faunistică diversă, exprimată atât la nivel de specii cât și la nivel de ecosisteme terestre.

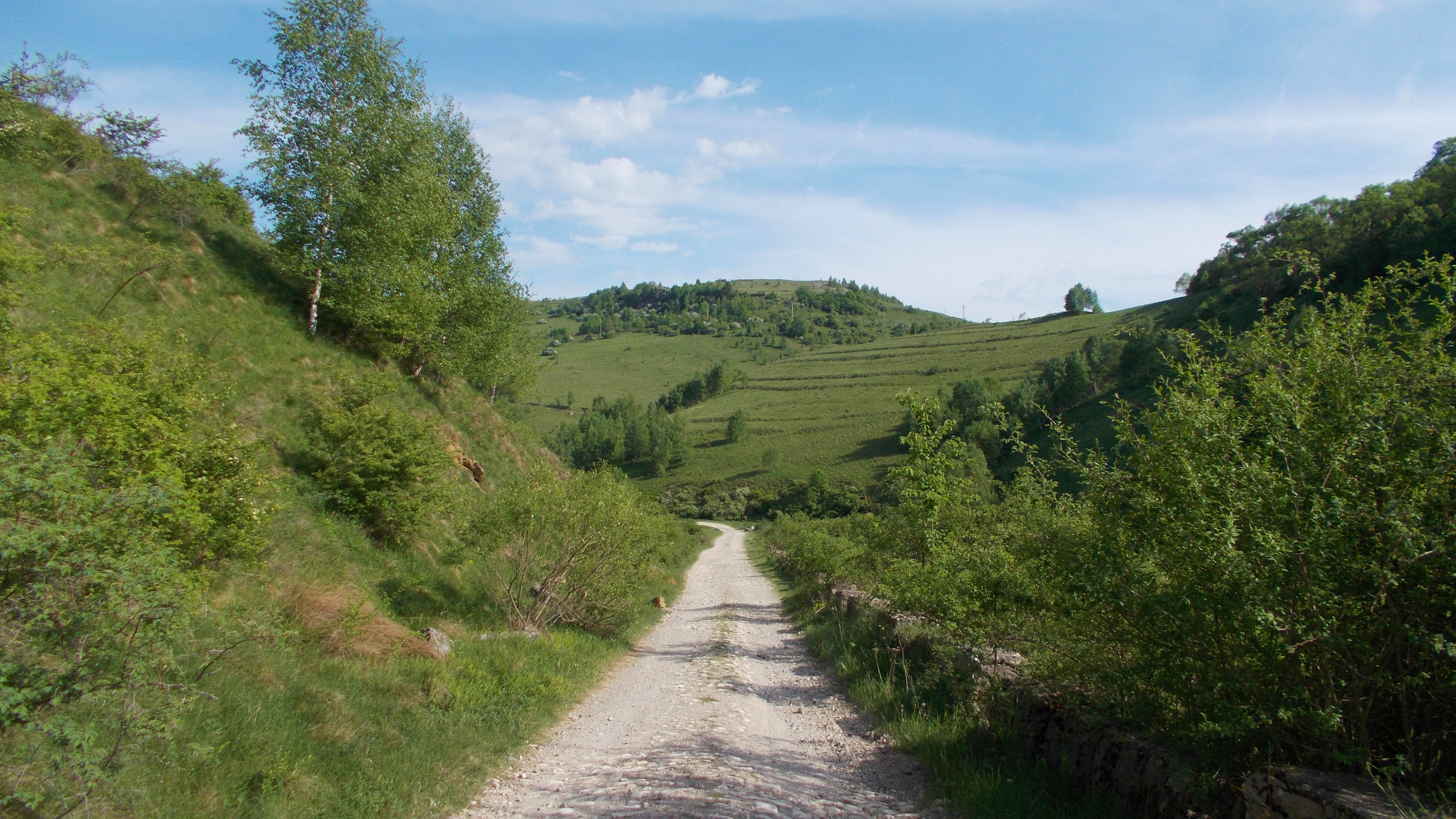
Parcul natural pe teritoriul comunei Bunila

### Habitate
Parcul natural dispune de habitate naturale de tip: Păduri  de fag de tip Luzulo-Fagetum, Păduri de fag de tip Asperulo-Fagetum, Păduri dacice de fag (Symphyto-Fagion), Păduri acidofile de Picea abies din regiunea montană (Vaccinio-Piceetea), Păduri medio-europene de fag din Cephalanthero-Fagion, Păduri din Tilio-Acerion pe versanți abrupți, grohotișuri și ravene, Păduri aluviale cu Alnus glutinosa și Fraxinus excelsior (Alno-Padion, Alnion incanae, Salicion albae), Pajiști cu Molinia pe soluri calcaroase, turboase sau argiloase (Molinion caeruleae), Pajiști uscate seminaturale și faciesuri cu tufărișuri pe substrat calcaros (Festuco Brometalia), Comunități de lizieră cu ierburi înalte higrofile de la câmpie și din etajul montan până în cel alpin, Fânețe montane, Comunități rupicole calcifile sau pajiști bazifite din Alysso-Sedion albi și Peșteri în care accesul publicului este interzis; ce conservă și adăpostesc o mare varietate de floră și faună specifice lanțului carpatic al Meridionalilor.

## Faună
Fauna parcului este una diversificată și reprezentată de mai multe specii de mamifere, păsări, pești, amfibieni și reptile, unele protejate prin lege și aflate pe lista roșie a IUCN sau enumerate în anexa I-a a Directivei Consiliului European 92/43/CE din 21 mai 1992 (privind conservarea habitatelor naturale și a speciilor de faună și floră sălbatică).
Mamifere cu specii de: urs brun (Ursus arctos), lup cenușiu (Canis lupus), mistreț (Sus scrofa), căprioară (Capreolus capreolus), vulpe (Vulpes vulpes crucigera), râs eurasiatic (Lynx lynx), vidră de râu (Lutra lutra), veveriță (Sciurus carolinensis), jder (Martes martes), hermelină (Mustela erminea), viezure (Meles meles), noptar cu mustăți (Myotis mystacinus), liliacul de seară (Nyctalus noctula), liliacul pitic (Pipistrellus pipistrellus), liliacul urecheat (Plecotus auritus), liliacul urecheat cenușiu (Plecotus austriacus), liliacul cu aripi lungi (Miniopterus schreibersii), liliacul mare cu potcoavă (Rhinolophus ferrumequinum), liliacul comun (Myotis myotis), liliac cu urechi de șoarece (Myotis blythii), liliacul mic cu potcoavă (Rhinolophus hipposideros); 
Reptile și amfibieni: șopârlă de câmp (Lacerta agilis), șopârla de zid (Podarcis muralis), viperă (Vipera berus), ivorașul-cu-burta-galbenă (Bombina variegata), tritonul comun transilvănean (Triturus vulgaris ampelensis); 
Pești: mreană vânătă (Barbus meridionalis), zglăvoacă (Cottus gobio), dunăriță (Sabanejewia aurata), chișcar (Eudontomyzon danfordi);  
Păsări semnalate în arealul parcului natural și protejate la nivel european prin Directiva CE 147/CE din 30 noiembrie 2009 (anexa I-a), privind conservarea păsărilor sălbatice

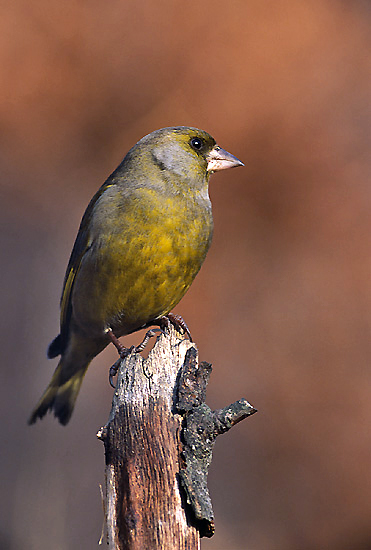
Florinte (Carduelis chloris)

Uliu porumbar (Accipiter gentilis), potârniche de tundră (Aegolius funereus), ciocârlie-de-câmp (Alauda arvensis), fâsă de pădure (Anthus trivialis), drepneaua neagră (Apus apus), drepneaua mare (Apus melba), acvilă țipătoare mică (Aquila pomarina), ciuf-de-pădure (Asio otus), cocoșul de mesteacăn (Bonasa bonasia), șorecar-încălțat (Buteo lagopus), bufniță (Bubo bubo), caprimulg (Caprimulgus europaeus), cânepar (Carduelis cannabina), sticlete (Carduelis carduelis), florinte (Carduelis chloris), scatiu (Carduelis spinus), barză neagră (Ciconia nigra), botgros (Coccothraustes coccothraustes), șerpar (Circaetus gallicus), porumbel gulerat (Columba palumbus), stăncuță (Corvus monedula), cristel-de-câmp (Crex crex), cuc (Cuculus canorus), lăstun de casă (Delichon urbicum), ciocănitoare cu spate alb (Dendrocopos leucotos), ciocănitoare de stejar (Dendrocopos medius), ciocănitoare neagră (Dryocopus martius), presură de munte (Emberiza cia), presură bărboasă (Emberiza cirlus), presură de stuf (Emberiza schoeniclus), măcăleandru (Erithacus rubecula), vânturel roșu (Falco tinnunculus), șoimul rândunelelor (Falco subbuteo), muscar (Ficedula parva), muscar-gulerat (Ficedula albicollis), muscar negru (Ficedula hypoleuca), cinteză (Fringilla coelebs), ciuvică (Glaucidium passerinum), frunzăriță-galbenă (Hippolais icterina), rândunică roșcată (Hirundo daurica), rândunică de hambar (Hirundo rustica), capîntorsul (Jynx torquilla), sfrâncioc roșiatic (Lanius collurio), sfrâncioc mare (Lanius excubitor), ciocârlie-de-pădure (Lullula arborea), privighetoare (Luscinia megarhynchos), presură sură (Miliaria calandra), codobatura albă (Motacilla alba), codobatura galbenă (Motacilla flava), codobatură-de-munte (Motacilla cinerea), ciuf-pitic (Otus scops), viespar (Pernis apivorus), codroș de munte (Phoenicurus ochruros), pitulice de munte (Phylloscopus collybita), pitulice sfârâitoare (Phylloscopus sibilatrix), pitulice-fluierătoare (Phylloscopus trochilus), ciocănitoarea verzuie (Picus canus), brumăriță de pădure (Prunella modularis), mugurar (Pyrrhula pyrrhula), aușel sprâncenat (Regulus ignicapillus), turturică (Streptopelia turtur), silvia de câmpie (Sylvia communis) sau mierlă (Turdus merula). 

### Floră
La nivelul ierburilor este întâlnită o gamă diversă de plante (de pajiște, de stâncărie, de mlaștină), dintre care unele foarte rare și protejate prin lege sau endemice pentru această zonă.

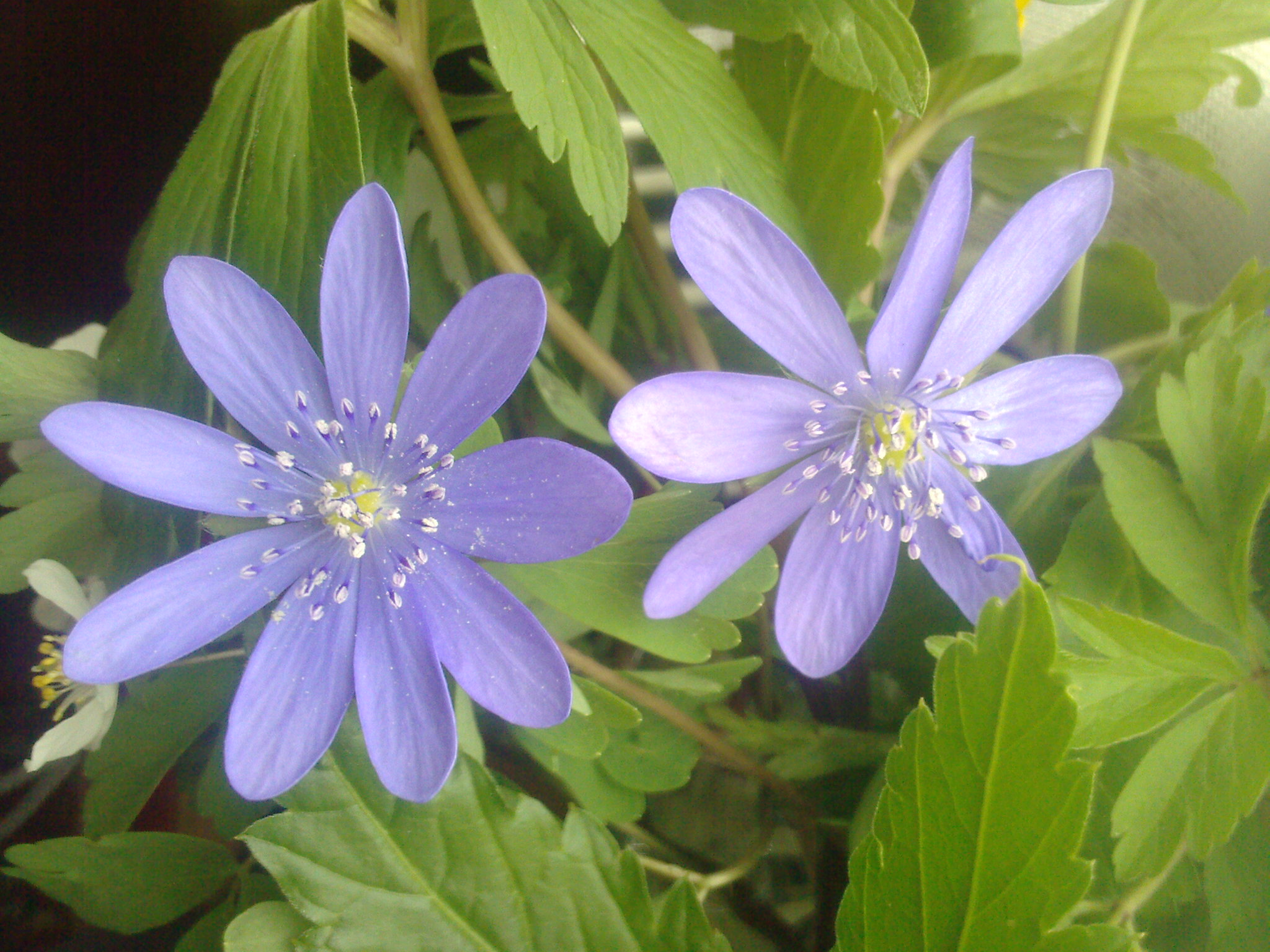
Crucea voinicului (Hepatica transsilvanica)

Specii floristice: clopoțel de munte (Campanula serrata), arnică (Arnica montana), căpșuniță (Cephalanthera damasonium), orhidee (din speciile: Cephalanthera longifolia, Herminium monorchis), crucea voinicului (Hepatica transsilvanica), bozior (Orchis sambucina), patlagina de stâncă (Plantago holosteum), mlăștiniță (Epipactis helleborine), ghiocel (Galanthus nivalis), poroinic (Dactylorhiza maculata), cimbrișor (Thymus comosus), scoruș (Sorbus borbasii), cornuț de munte (Cerastium arvense), cinci-degete (Potentilla reptans), ochii-șoricelului (Saxifraga adscendens), sânziană (Galium verum), argințica (Dryas octopetala), angelică (Angelica archangelica), pelin (Artemisia eriantha), arnică (Arnica montana), armeria (Armeria alpina), lăptișor (Androsace villosa), ceapă-de-munte (Allium victorialis), albăstreaua de munte (Centaurea pinnatifida), gălbenuș (Crepis sibirica), crăpușnic (Cirsium furiens), clopoței (Campanula transsilvanica), cădelniță (Campanula carpatica) sau păiușuri (din speciile: Festuca panciciana, Festuca pseudodalmatica).

## Căi de acces
- Drumul național DN66 pe ruta: Simeria - Călan - Strei - Sântămăria-Orlea - Pui - Cheile Crivadiei.

## Monumente și atracții turistice
În vecinătatea parcului și în arealul acestuia se află numeroase obiective de interes istoric, cultural și turistic (biserici de piatră, biserici de lemn, cetăți dacice, arii naturale protejate); astfel:
- Biserica „Pogorârea Sf. Duh” din Ponor, construcție secolul al XVIII-lea, monument istoric.
- Biserica „Sf. Ilie” din Baru, construcție secolul al XVIII-lea, monument istoric.

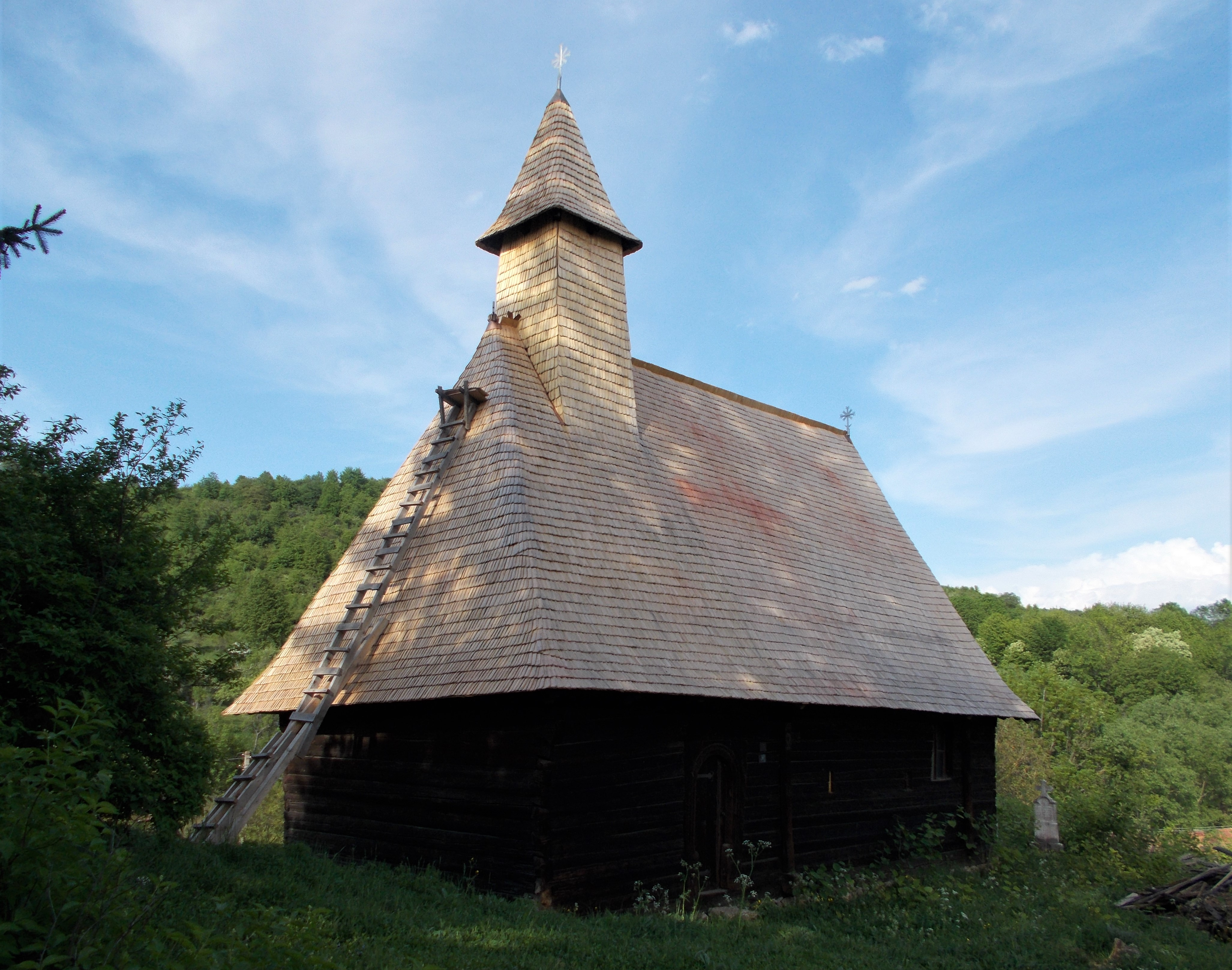
Biserica de lemn din Alun

- Biserica de lemn „Adormirea Maicii Domnului” din Luncani, construcție 1803, monument istoric.
- Biserica de lemn „Adormirea Maicii Domnului” din satul Alun
- Castrul roman de la Bănița.
- Castrul roman de la Bucium.
- Castrul roman de la Târsa.
- Villa rustica de la Chitid.
- Villa rustica de la Valea Lupului.
- Cetatea dacică Piatra Roșie din Luncani, patrimoniu UNESCO
- Cetatea dacică Costești-Cetățuie (sanctuare, fortificație, zid de apărare).
- Cetatea dacică Fețele Albe de la Grădiștea de Munte (sanctuar, așezare dacică).
- Cetatea dacică Costești-Blidaru (fortificație, turn, zid de apărare).
- Situl arheologic „Dealul Grădiștii” de la Sarmizegetusa.
- Ariile protejate: Parcul Național Retezat, Geoparcul Dinozaurilor „Țara Hațegului”, Paleofauna reptiliană Tuștea, Locul fosilifer cu dinozauri Sânpetru, Mlaștina de la Peșteana, Calcarele de la Fața Fetii, Vârful Poieni, Pădurea Slivuț, Fânațele cu narcise Nucșoara, Fânațele Pui.